# Elatine alsinastrum
Elatine alsinastrum es una especie de planta fanerógama de la familia de las elatináceas. 

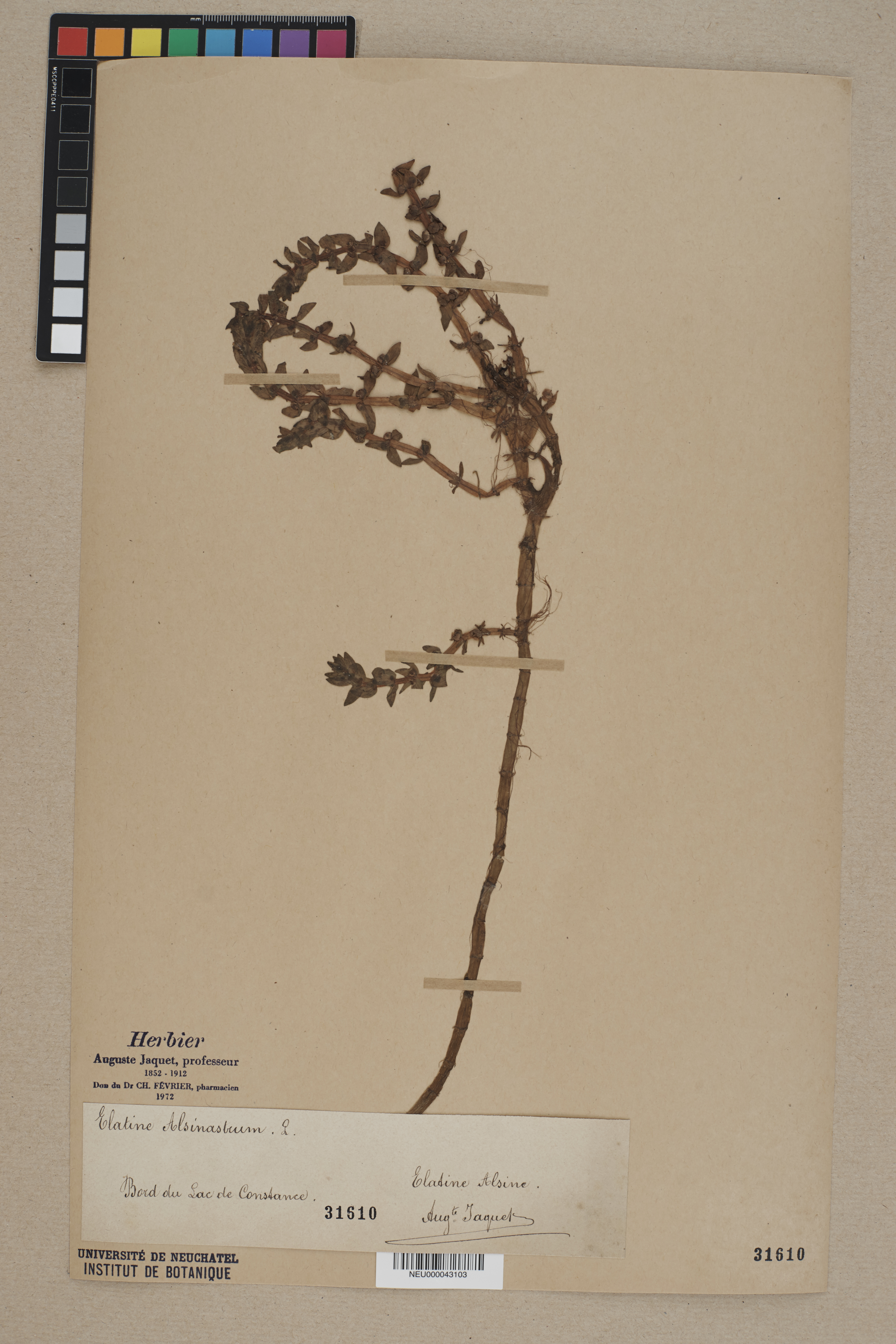
Muestra de herbario

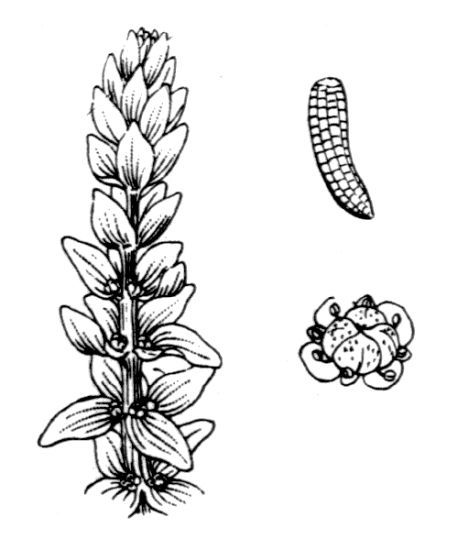
Ilustración

## Descripción
Son plantas anuales o perennes, heterofilas. Tiene tallos que alcanzan un tamaño de 10-40 cm de altura, a veces ramificados en la parte superior. Las hojas son verticiladas; las sumergidas filiformes, en grupos de 6-10; las terrestres o aéreas de ovadas a lanceoladas, en grupos de 3-5. Las flores tetrámeras. Pétalos aproximadamente tan largos como los sépalos. Androceo con 8 estambres. El fruto es una cápsula tetracarpelar, con parte superior comprimida. Semillas ligeramente curvadas. Florece y fructifica de marzo a junio.

## Distribución
Se encuentra en lagunas someras, charcas, bordes de canales y arroyos, en aguas preferentemente poco mineralizadas; a una altitud de 0-700 metros en Europa y Norte de África. Dispersa por la península ibérica, más frecuente en la mitad occidental.

## Taxonomía
Elatine alsinastrum fue descrita por Carlos Linneo  y publicado en Sp. Pl. 368 1753.
Etimología
Elatine: nombre genérico que deriva de un antiguo nombre griego por alguna planta rastrera baja (?) Umberto Quattrocchi dice de los orígenes de este nombre: "De elatine (elate 'el pino, el abeto, barco, Abies, 'elatinos' del pino o abeto, de pino o abeto'), antiguo nombre griego utilizado por Dioscórides y Plinio el Viejo.
alsinastrum: epíteto latíno que significa "como Alsine".
Sinonimia
- Alsinastrum galiifolia Schur
- Alsine alsinastrum Crantz
- Elatine alsinastrum f. aquatica Seub.
- Elatine alsinastrum f. fluitans Seub.
- Elatine alsinastrum f. terrestris Seub.
- Elatine hippuroidea St.-Lag.
- Elatine verticillata Lam.
- Elatinella alsinastrum (L.) Opiz
- Potamopitys alsinastrum Kuntze
- Potamopitys alsinastrum Fourr.
- Rhizium verticillatum Dulac[5]